# Teniente Hugo Ortiz
Teniente Hugo Ortiz ist eine Ortschaft und eine Parroquia rural („ländliches Kirchspiel“) im Kanton Pastaza der ecuadorianischen Provinz Pastaza. Die Parroquia besitzt eine Fläche von 104,97 km². Die Einwohnerzahl lag im Jahr 2010 bei 1048. Für 2015 wurde eine Einwohnerzahl von 1187 prognostiziert.

## Lage
Die Parroquia Teniente Hugo Ortiz liegt in der vorandinen Zone am Rande des Amazonasbeckens. Das Gebiet liegt in Höhen zwischen 823 m und 1086 m. Der Río Anzu fließt entlang der westlichen Verwaltungsgrenze nach Norden. Der östliche Teil der Parroquia wird in östlicher Richtung zum Río Arajuno entwässert. Der etwa 1040 m hoch gelegene Hauptort befindet sich 14 km nordnordöstlich der Provinzhauptstadt Puyo. Die Fernstraße E45 von Puyo nach Tena führt an Teniente Hugo Ortiz vorbei.
Die Parroquia Teniente Hugo Ortiz grenzt im Nordosten an die Parroquias Santa Clara und San José (beide im Kanton Santa Clara), im Osten an die Parroquia El Triunfo, im Süden an die Parroquias Diez de Agosto und Fátima sowie im Westen an die Parroquia Mera (Kanton Mera).

## Orte und Siedlungen
In der Parroquia gibt es 11 Comunidades: San Pablo de Allishungo, Llandia, Boayacu, Gavilán del Anzu, San Miguel de Llandia, La Mariscal, Unión de Llandia, Allishungo, Palma Roja, El Dorado und Casco parroquial.

## Geschichte
Die Parroquia Teniente Hugo Ortiz wurde am 2. Oktober 1968 gegründet (Registro Oficial N° 23). Namensgeber war Hugo Ortiz Garcés (*5.8.1920; †2.8.1941), ein Militär und Nationalheld Ecuadors.